# Lyonel Vaïtanaki
Pas d'image ? Cliquez ici

a Compétitions nationales et continentales officielles uniquement.

Dernière mise à jour le 28 septembre 2018.
Lyonel Vaïtanaki, né le 7 septembre 1970 à Nouméa (Nouvelle-Calédonie), est un joueur de rugby à XV français qui évolue au poste de deuxième ligne au sein de l'effectif du Racing club Vichy (1,96 m pour 118 kg).

## Biographie
Lyonel Vaïtanaki est l'homme de base du pack du RRC Nice pendant de nombreuses saisons, puis au FC Grenoble, il franchit un nouveau palier.
Révélé lors de la saison 1998-1999 sous les ordres de Michel Ringeval avec notamment une demi-finale et une participation l'année suivante à la coupe d'Europe où Grenoble sera la seule équipe à battre les Anglais des Northampton Saints, futurs vainqueurs de l’épreuve.
Par la suite, il signe au CS Bourgoin-Jallieu puis à l'AS Montferrand, l'US Montauban et termine sa carrière de joueur au Racing club Vichy, club qu'il entraînera par la suite.

## Palmarès
- Championnat de France de première division :
  - Demi-finaliste (1) : 1999 (avec le FC Grenoble)
- Championnat de France de Pro D2 :
  - Champion (1) : 2006 (avec l'US Montauban)